# Chelsea Pitch Owners

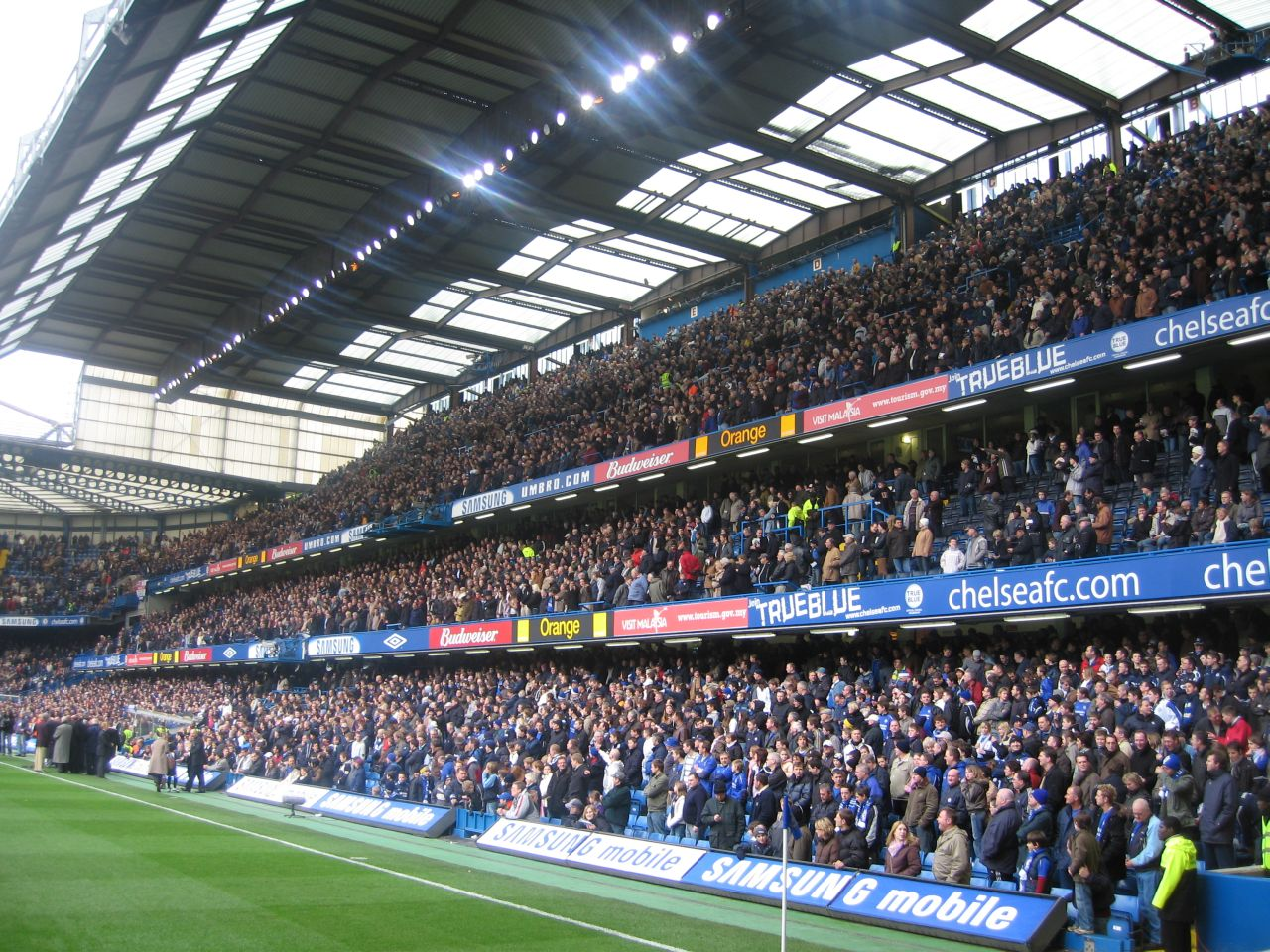
La construcción de la Gradería Este (East Stand) causó muchos de los problemas financieros del club durante los años 70 y 80.

Chelsea Pitch Owners es una organización sin ánimo de lucro que posee la plena propiedad del Stamford Bridge y los derechos del nombre del Chelsea Football Club.

## Historia
La construcción de la Gradería Este —la cual aún conserva su lugar en el estadio— como parte de un plan para crear un estadio de 60.000 asientos provocó grandes problemas financieros en el club durante los años 70 y 80. El proyecto fue descrito como «el más ambicioso jamás emprendido en el Reino Unido». Coincidió con la crisis del petróleo y fue azotado por los retrasos, huelgas de los constructores y la escasez de materiales, lo que hizo que el costo de la construcción se saliera de control, elevando la deuda del club, la cual ascendió hasta £4 millones en 1977, por lo que el club no tuvo más remedio que vender el Stamford Bridge a los promotores inmobiliarios Marler Estates, lo que casi provoca que el Chelsea perdiera su estadio.
Cuando Ken Bates compró al Chelsea en 1982 sólo compró el club y no a SB Properties, empresa que era dueña de la plena propiedad del Stamford Bridge; el club y el estadio se habían separado en una reestructuración financiera durante la década de los 70. Bates inicialmente estuvo de acuerdo con un arrendamiento de 7 años que mantendría al Chelsea en Stamford Bridge mientras se decidía su futuro.
Según Bates, él y David Mears, el accionista mayoritario de SB Properties, se dieron la mano en un acuerdo que vería al Chelsea adquirir la participación de Mears en SB Properties por $450.000. Sin embargo, Bates descubrió más tarde que Mears estaba en conversaciones con el propietario del Crystal Palace, Ron Noades, con el fin de mover al Chelsea de Stamford Bridge y trasladarlo al Selhurst Park para compartir el estadio con el Crystal Palace. Posteriormente, Mears y Lord Chelsea vendieron sus acciones de SB Properties a los promotores inmobiliarios Marler Estates, entregando una participación a Marler del 70%.
Durante la década siguiente, Bates libró una guerra contra Marler por la adquisición de una participación minoritaria en SB Properties, iniciando una serie de demandas judiciales y maniobras dilatorias destinadas a hundirlos. También puso en marcha la campaña llamada «Save the Bridge» con el fin de obtener los £15 millones necesarios para obtener la plena propiedad de Marler. Marler, a su vez, presentó varios planes que veían al Chelsea fuera de Stamford Bridge. David Bulstrode, presidente de Marler, propuso una fusión entre el Fulham FC y el Queens Park Rangers con el Chelsea y, a continuación, su traslado al estadio del Queens Park Rangers, el Loftus Road. En marzo de 1986, los planes de Marler para remodelar Stamford Bridge sin el Chelsea fueron aprobados por el Consejo de Hammersmith y Fulham, aunque el consejo cambió de idea cuando el Partido Laborista tomó el control del mismo en mayo del mismo año. En diciembre de 1987, en un «momento de decisión trascendental», los planes del propio Bates para transformar a Stamford Bridge en un estadio de fútbol moderno fueron aprobados por el Comité de Planificación del Consejo.
Sin embargo, se le notificó al Chelsea su salida de Stamford Bridge, luego de que el contrato de arrendamiento haya expirado en 1989. No obstante, Cabra Estates, la cual adquirió a Marler en 1989, se fue a la quiebra durante la caída del mercado inmobiliario en 1992. Esto permitió a Bates llegar a un acuerdo con sus acreedores, el Royal Bank of Scotland, para así poder reunir la plena propiedad con el club. Esto llevó a la creación de esta organización, que en 1997 adquirió la plena propiedad del estadio, los derechos del nombre del club y el terreno para asegurar que ningún promotor inmobiliario tratara de adquirir el Stamford Bridge otra vez.

## Organización y propiedad

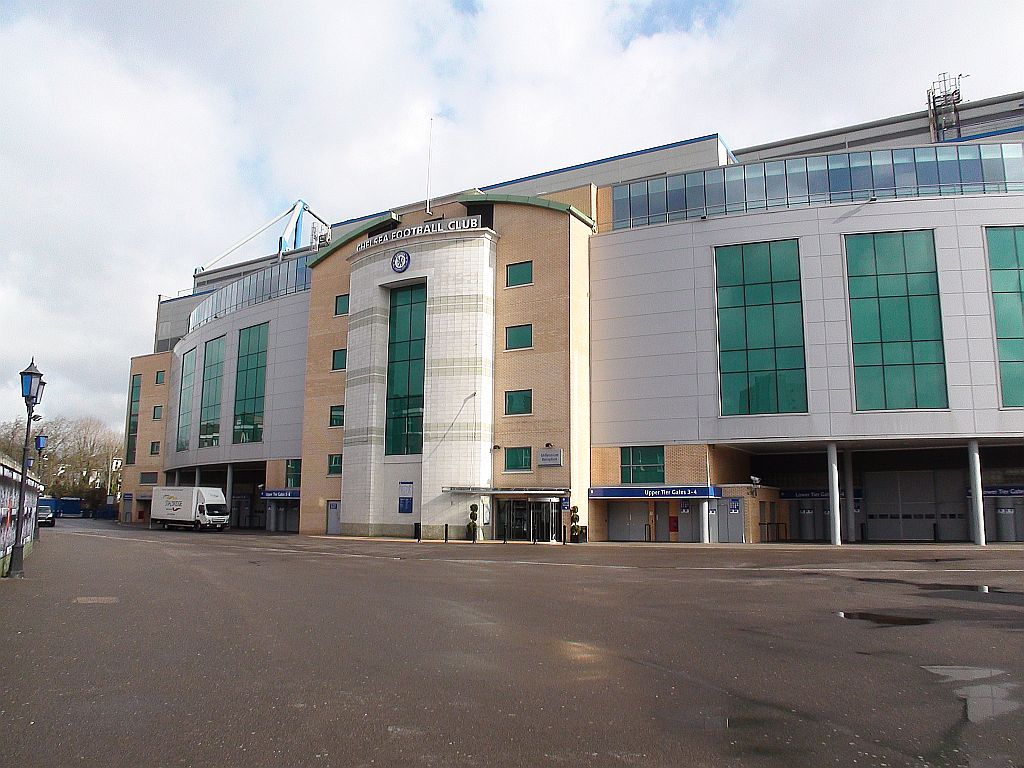
La nueva entrada de la Gradería Oeste (West Stand).

La finalidad de la compra de los derechos del club y la adquisición de la plena propiedad del estadio era garantizar que el Stamford Bridge nunca volviera a ser vendido a los promotores inmobiliarios otra vez. Independientemente de cuántas acciones están en manos de una persona, los derechos de voto están limitados a 100 por accionista para evitar que una persona u organización tome el control del CPO.
El CPO también es dueño del nombre Chelsea Football Club, el cual está sujeto a que el equipo juegue sus partidos como local en Stamford Bridge. Esto significa que si el Chelsea decidiera cambiar de sede, el nombre Chelsea Football Club no podría volver a ser utilizado sin la autorización del 75% de los accionistas del CPO.
La organización no está listada en cualquier Bolsa de Valores. Su objetivo era conseguir el dinero necesario para pagar el préstamo y luego arrendar el derecho de reunir la plena propiedad con el club nuevamente, con la estricta condición de que el terreno fuera solamente utilizado para fines futbolísticos. Los aficionados pueden comprar acciones con el fin de garantizar el futuro del club.

## Junta Directiva
- Según el sitio web oficial.[15]

| - Presidente: - John Terry. - Vicepresidentes: - Neil Barnett. - Marcel Desailly. - Jimmy Floyd Hasselbaink. - Pat Nevin. - David Webb. - Ray Wilkins. - Dennis Wise. - Directores: - Richard King. - Bob Sewell. |